# Kanton Le Sel-de-Bretagne
Le Sel-de-Bretagne is een voormalig kanton van het Franse departement Ille-et-Vilaine. Het kanton maakte deel uit van het arrondissement Redon. Het werd opgeheven bij decreet van 18 februari 2014 met uitwerking op 22 maart 2015.

## Gemeenten
Het kanton Le Sel-de-Bretagne omvatte de volgende gemeenten:
- La Bosse-de-Bretagne
- Chanteloup
- La Couyère
- Lalleu
- Le Petit-Fougeray
- Saulnières
- Le Sel-de-Bretagne (hoofdplaats)
- Tresbœuf